# Club Baloncesto Clavijo
Maillots
Pour les articles homonymes, voir Clavijo (homonymie).
Le Club Baloncesto Clavijo est un club espagnol de basket-ball, basé dans la ville de Logroño, en Espagne.  Le club évolue en LEB Oro, soit le deuxième échelon du championnat d'Espagne de basket-ball.

## Palmarès
- Copa LEB Plata 2011
- Vainqueur de la Copa LEB Plata 2004, 2011